# Somabrachyidae
Somabrachyidae este o familie de molii din superfamilia Zygaenoidea, ordinul Lepidoptera.